# The Pirates - Il tesoro reale
The Pirates - Il tesoro reale (해적: 도깨비 깃발?, 海賊: 도깨비 旗발?, Haejeok: Dokkaebi GitbalLR; lett. "I Pirati: Bandiera dei Goblin"), noto anche con il titolo inglese The Pirates: The Last Royal Treasure, è un film d'avventura in costume sudcoreano del 2022 diretto da Kim Jeong-hoon. Sequel spirituale del film del 2014 The Pirates, il film racconta le avventure di alcuni pirati che si radunano in mare e cercano i tesori reali scomparsi senza lasciare traccia. È uscito in formato IMAX il 26 gennaio 2022 in coincidenza con le festività del capodanno coreano.
Al botteghino, è diventato il primo film coreano a raggiungere 1 milione di spettatori nel 2022 all'undicesimo giorno dalla sua uscita. Al 20 maggio 2022 è al 2º posto tra tutti i film coreani usciti nel 2022, con un incasso di 10,26 milioni di dollari e 1.326.711 di spettatori. Il film è stato prodotto con un budget di 23,5 miliardi di won sudcoreani.
Il film è stato distribuito su Netflix il 2 marzo 2022.

## Personaggi e interpreti
- Hae-rang, interpretata da Han Hyo-joo e doppiata da Valentina Mari. Capitano della nave pirata.[9]
- Woo Moo-chi, interpretato da Kang Ha-neul e doppiato da Nanni Baldini. Leader dei banditi.[10]
- Mak-yi, interpretato da Lee Kwang-soo. L'albero dei sogni del re dei pirati.
- Bu Heung-soo, interpretato da Kwon Sang-woo e doppiato da Marco Vivio. Ribelle in cerca di tesori.
- Hae-geum, interpretata da Chae Soo-bin e doppiata da Erica Necci. Una truffatrice nata ed una cecchina.
- Han-goong, interpretato da Oh Se-hun. Maestro nel tiro con l'arco.[11]
- Lee Kang-seop, interpretato da Kim Sung-oh e doppiato da Gabriele Sabatini. Braccio destro di Moo Chi.
- Akwi, interpretato da Park Ji-hwan e doppiato da Luca Graziani. Le fauci dei pirati dal pugno di pietra..
- Mangcho, interpretato da Park Hoon. Un subordinato del ribelle Bu Heung-soo che combatte contro i pirati alla ricerca del tesoro.[12]

### Secondari
- Gomchi, interpretato da Kim Ki-doo. Un membro dei pirati di Hae-rang, chiamati Dan-ju Haerang.[13]

### Guest star
- Sung Dong-il[14]

## Trama
Ambientato alla fine del 14º secolo, che fu l'alba della dinastia Joseon in Corea, abbiamo una donna capitano dei pirati, Hae-Rang, che trova una mappa del tesoro che condurrà lei e il suo equipaggio ad una taglia d'oro imperiale che è stata rubata dal palazzo reale ma successivamente persa in mare. Su questa nave c'è anche un gruppo di banditi, guidati da Wu Mu-Chi. Ecco perché c'è un palpabile disagio nella loro alleanza. Tuttavia, a loro insaputa, anche Bu Heung-Su, un ex ufficiale dell'esercito dell'Imperatore, è alla ricerca del tesoro che ha promesso di portare al re Yi Bang Won (5° figlio di Yi Seong-Gye). Con le ricchezze, il re Yi Bang Yon rivendicherà il trono di Joseon (il fratellastro di Yi, Yi Bang-Seok, l'ottavo figlio di Yi Seong-Gye, fu nominato principe ereditario da suo padre, cosa a cui Yi credeva fosse destinato ), e in cambio, vuole essere il re di Tamna.

## Produzione

### Sviluppo
Nel dicembre 2018 è stata annunciata la produzione del sequel del film del 2014 The Pirates. Il film è diretto da Kim Jeong-hoon, originariamente era previsto il ritorno di Kim Nam-gil e Son Ye-jin, e le riprese avrebbero dovuto iniziare a giugno 2019. A marzo 2019, Lee Kwang-soo si è unito al cast in sostituzione di Yoo Hae-jin, il membro del cast del film originale. A causa di vari motivi e conflitti di programma dei protagonisti, le riprese sono state cancellate a maggio 2019. Ci sono voluti altri dieci mesi prima che i produttori modificassero la sceneggiatura, scegliessero gli attori e iniziassero il film con una nuova storia.

### Cast
Nel marzo 2020 è stato riferito che Kang Ha-neul stava considerando di apparire nel film. Han Hyo-joo si è riunita con Kang Ha-Neul, come ha confermato il suo casting nel film, segnando il suo ritorno al cinema dopo due anni da Illang - Uomini e lupi. Nell'aprile 2020 Chae Soo-bin si è unita al cast. Nel giugno 2020 la formazione del cast del film è stata completata e le riprese sono iniziate a luglio.

### Riprese
Le riprese sono iniziate a luglio 2020 e si sono concluse a gennaio 2021. A settembre 2020, un membro dello staff del team degli effetti speciali è risultato positivo al COVID-19, ma altri membri sono risultati negativi. In precedenza la tabella di programma era in ritardo anche a causa della stagione delle piogge.

## Distribuzione
L'uscita del film era originariamente prevista durante le vacanze del festival Chuseok nel 2021, ma è stata posticipata a causa del COVID-19 in Corea del Sud. Il 29 ottobre 2021 è stato annunciato che sarà distribuito nelle sale durante il capodanno coreano del 2022. Il film è uscito in formato IMAX il 26 gennaio 2022. Il 21 gennaio è stato distribuito anche nei formati 4DX, Superflex G, Superflex, Super 4D e Dolby Atmos in 3 sale.
Il film è stato distribuito a livello globale su Netflix il 2 marzo 2022.

## Accoglienza

### Incassi
Il film è uscito su 1708 schermi il 26 gennaio 2022. Secondo la rete di computer integrata del Comitato del Film Coreano (Kofic), il film è uscito al primo posto con 120.025 spettatori al botteghino coreano. È finora la migliore apertura per un film uscito nel 2022 in Corea del Sud. Ha mantenuto la sua posizione n. 1 al botteghino coreano per 14 giorni consecutivi dopo la sua uscita raccogliendo 1.122.499 spettatori cumulativi.
Al 20 maggio 2022 è al 2 ° posto tra tutti i film coreani usciti nell'anno 2022, con un incasso di 10,26 milioni di dollari e 1.326.711 di spettatori.
Ingressi settimanali (in base alla Rete Informatica Integrata per i Biglietti d'ingresso al Cinema)
| Gli ingressi (persone) e la classifica al botteghino alla rispettiva data del fine settimana | Gli ingressi (persone) e la classifica al botteghino alla rispettiva data del fine settimana | Gli ingressi (persone) e la classifica al botteghino alla rispettiva data del fine settimana |
| Fine settimana                                                                               | Ingressi (cumulativi)                                                                        | Classifica al botteghino                                                                     |
| -------------------------------------------------------------------------------------------- | -------------------------------------------------------------------------------------------- | -------------------------------------------------------------------------------------------- |
| Al 30 gennaio 2022                                                                           | 494 230                                                                                      | 1°                                                                                           |
| A partire dal 6 febbraio 2022                                                                | 1 086 254                                                                                    | 1°                                                                                           |
| A partire dal 13 febbraio 2022                                                               | 1 212 367                                                                                    | 2°                                                                                           |
| A partire dal 20 febbraio 2022                                                               | 1 275 109                                                                                    | 3°                                                                                           |
| A partire dal 27 febbraio 2022                                                               | 1 314 785                                                                                    | 5°                                                                                           |
| A partire dal 6 marzo 2022                                                                   | 1 326 711                                                                                    | 8°                                                                                           |

### Critica
Il sito web aggregatore di recensioni Rotten Tomatoes ha riportato un punteggio di approvazione del 60%, basato su 5 recensioni con una valutazione media di 6/10.
Kim Na-young, scrivendo per MK Sports, ha definito il film come "spettacolari avventure di pirati" e ha elogiato l'interpretazione degli attori. Kim ha trovato la storia del film "ovvia" ma non "noiosa". Confrontandolo con il film precedente, Kim ha detto: "È la seconda storia, che non è una storia di continuazione, ma un'altra opera". Concludendo, Kim ha dichiarato: "Se hai visto il primo film, sarà divertente confrontarlo e guardarlo, e se vedi questo film, è divertente cercare di nuovo la prima storia". Kim Hyun-soo di Cine21 confrontando il film con il precedente ha scritto: "L'armoniosa combinazione di battaglie navali e intense battaglie di terra che sono aumentate così tanto, è il momento clou esclusivo di questa saga". Lodando le prestazioni del cast e le sequenze d'azione Kim ha dichiarato: "L'azione della composizione a tre vie creata di Kang Ha-neul, Han Hyo-joo e Kwon Sang-woo è sufficiente per attirare l'attenzione".
Johnny Loftus di Decider, che ha recensito la serie, ha elogiato la performance di Han Hyo-joo nel ruolo dell'audace e coraggiosa capitana Hae-rang. Concludendo ha scritto: "Scontri con la spada sui ponti delle navi? Mappe del tesoro? Isole misteriose avvolte da tempeste spaventose? The Pirates - Il tesoro reale ha tutto e un cast carismatico".

## Riconoscimenti
- 2022 – Baeksang Arts Awards[36][37]
  - Candidatura al premio per il miglior tecnico (VFX) a Kang Jong-ik e Seo Byung-cheol
- 2022 – Grand Bell Awards[38][39]
  - Candidatura per il miglior costumista a Kwon Yoo-jin e Lee Ae-ran
  - Candidatura per i migliori effetti visivi a Lee Seong-min